# Crotalus intermedius
Espèce
Synonymes
- Crotalus triseriatus gloydi Taylor, 1941
- Crotalus gloydi lautus Smith, 1946
- Crotalus omiltemanus Günther, 1895

Statut de conservation UICN

 LC  : Préoccupation mineure
Crotalus intermedius est une espèce de serpents de la famille des Viperidae. 

## Répartition
Cette espèce est endémique du Mexique. Elle se rencontre dans le centre-Ouest de l'État de Veracruz, dans le sud-ouest de l'État de Tlaxcala, dans l'État de Puebla, dans l'État de Guerrero, dans l'État d'Oaxaca et dans le sud-est de l'État d'Hidalgo.

## Description
C'est un serpent venimeux.

## Liste des sous-espèces
Selon The Reptile Database (28 sept. 2011) :
- Crotalus intermedius intermedius Troschel, 1865
- Crotalus intermedius gloydi Taylor, 1941
- Crotalus intermedius omiltemanus Günther, 1895

## Publications originales
- Günther, 1895 : Reptilia and Batrachia, Biologia Centrali-Américana, Taylor, & Francis, London, p. 1-326 (texte intégral).
- Taylor, 1941 : Herpetological Miscellany, No. II. University of Kansas Science Bulletin, vol. 27, no 7, p. 105-132 (texte intégral).
- Troschel, 1865 in Müller, 1865 : Reisen in den VereinigtenStaaten,Canada und Mexiko. III. Beiträge zur Geschichte, Statistik und Zoologie von Mexiko. Dritte Abtheilung. Die Wirbeltiere Mexikos. III. Amphibia.